# Durio carinatus
Durio carinatus Mast., 1875, è un albero della famiglia delle Malvacee, diffuso in Malaysia occidentale, Sumatra e Borneo.

## Descrizione
L'albero può crescere fino ai 40 metri. Il frutto non è commestibile.

## Conservazione
La Lista rossa IUCN classifica Durio carinatus come specie prossima alla minaccia di estinzione (Near Threatened).